# 月島站
月島站（日语：／ Tsukishima eki */?）是位於日本東京都中央區月島一丁目，屬於東京地下鐵、東京都交通局（都營地下鐵）的鐵路車站。
此站有東京地下鐵的有樂町線與都營地下鐵的大江戶線停靠，是轉乘站。有樂町線是車站編號是Y 21、大江戶線是E 16。

## 歷史
- 1988年（昭和63年）6月8日：有樂町線月島站啟用。
- 2000年（平成12年）12月12日：大江戶線站區啟用，本站成為換乘站。
- 2004年（平成16年）4月1日：營團地下鐵民營化，有樂町線站區由東京地下鐵接手經營。
- 2010年（平成22年）9月17日：有樂町線中央剪票口站內商店「月島Metro pia」的「FRESH BAKERY神戶屋 月島Metro pia店」與「月島站Metro pia CocoPress」開幕[1]｡
- 2013年（平成25年）
  - 4月15日：有樂町線1號線設置月台門[2]。
  - 4月16日：有樂町線2號線設置月台門[2]。
  - 6月29日：有樂町線1、2號線啟用月台門[2]。
- 2015年（平成27年）7月15日：月島一丁目地區市街地再開發事業所建設的CAPITAL GATE PLACE（キャピタルゲートプレース）開幕，車站直通CAPITAL GATE PLACE的電梯專用的8b出入口啟用[3]。同時，僅設樓梯與電扶梯的8號出入口改稱8a出入口。

## 車站構造
本站的有樂町線與大江戶線在初見橋交叉點地下交會。一般地下鐵路線交會時，後面開通的路線會從現有路線下方通過，但本站則是較晚開通的大江戶線（地下2樓）從有樂町線（地下3樓）上方通過。這是由於當初是大江戶線先規劃月島站所造成。兩站區的剪票口則都在地下一樓。
兩個站區只有非付費區相連，故換乘時需要出站，但毋須途經地面，並與其他轉乘站一樣享有轉乘優惠。

### 東京地下鐵
東京地下鐵站區是島式月台1面2線地下車站。位於佃大橋通初見橋交差點地下。
月台位於地下3樓，剪票口及大廳在地下1樓。月台設有月台門。
豐洲側方向是兩條單線潛盾隧道，而往新富町方向是一條雙線複線潛盾隧道，因此該側月台較為狹窄｡
2000年代，本站新設電梯與專用剪票口。該剪票口沒有窗口與自動精算機、自動售票機。
2010年，中央剪票口右側的商店METRO'S移往左側往月台的樓梯間。另外，右側新設站內商店「月島Metro pia」。

#### 月台配置
| 月台 | 路線     | 目的地                           | 備註 |
| ---- | -------- | -------------------------------- | --- |
| 1    | 有樂町線 | 豐洲、辰巳、新木場方向           | |
| 2    | 有樂町線 | 池袋、和光市、森林公園、飯能方向 | 和光市站直通 東武東上線（直通至森林公園站）、或 小竹向原站直通 西武池袋線（經 西武有樂町線直通至飯能站） |

（來源：東京地下鐵:構內圖 （页面存档备份，存于））

#### 站內商店
- 月島Metro pia[6]（中央剪票口內）
  - FRESH BAKERY神戶屋（日语：神戸屋） 月島Metro pia店[7]
  - 月島站Metro pia CocoPress[8]
- METRO'S（日语：メトロコマース）月島站（中央剪票口與月台的樓梯間，相當於地下2樓）

### 東京都交通局
大江戶線站區位於清澄通初見橋交差點地下。月台位於地下二樓，採島式月台1面2線設計。
月台位於地下2樓，剪票口位於地下1樓。月台設有月台門。

#### 月台配置
| 月台 | 路線     | 目的地           |
| ---- | -------- | ---------------- |
| 1    | 大江戶線 | 兩國、春日方向   |
| 2    | 大江戶線 | 大門、六本木方向 |

（來源：都營地下鐵:車站構內圖 （页面存档备份，存于））

## 圖片

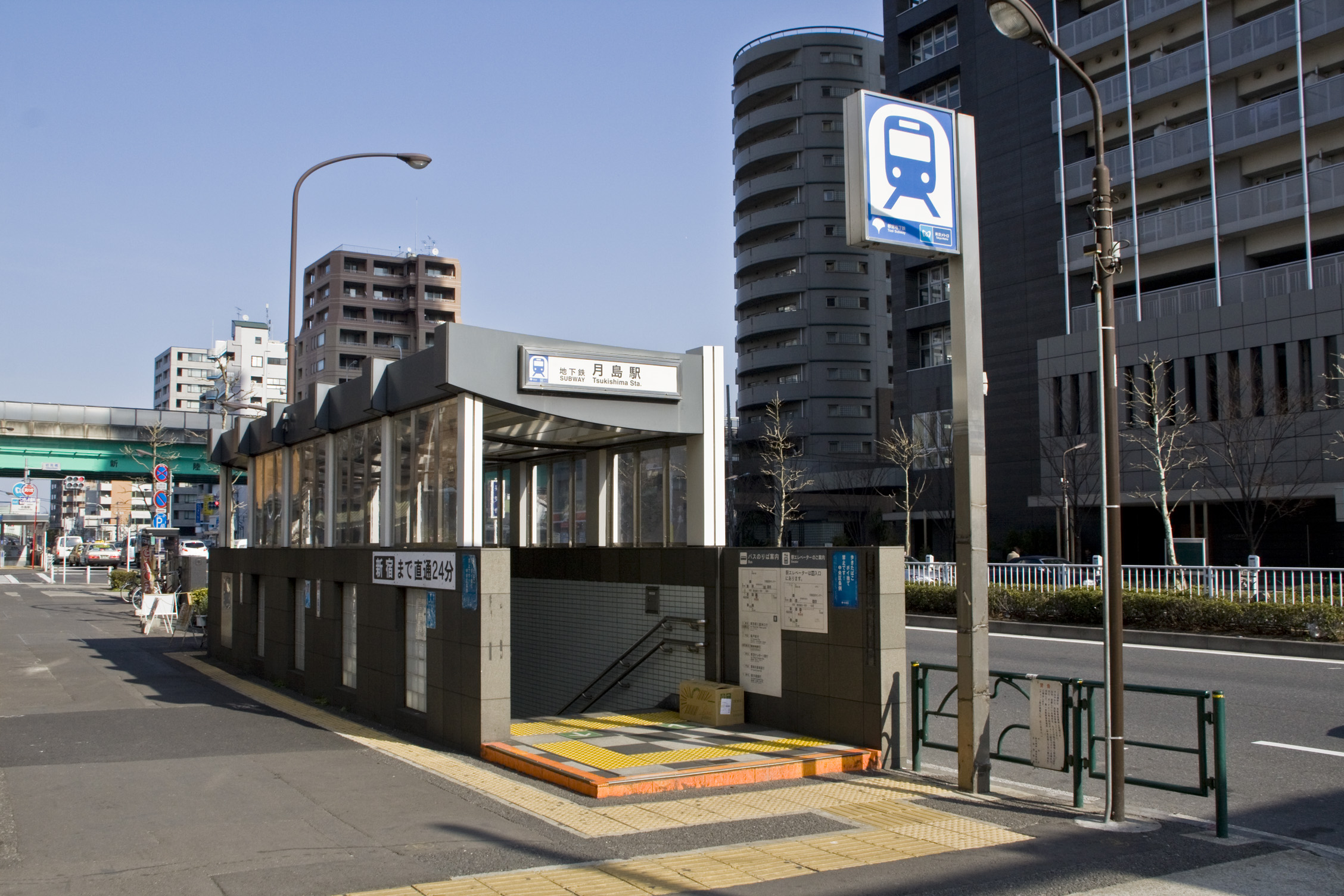
8a出入口（2009年2月7日，當時為8號出入口）
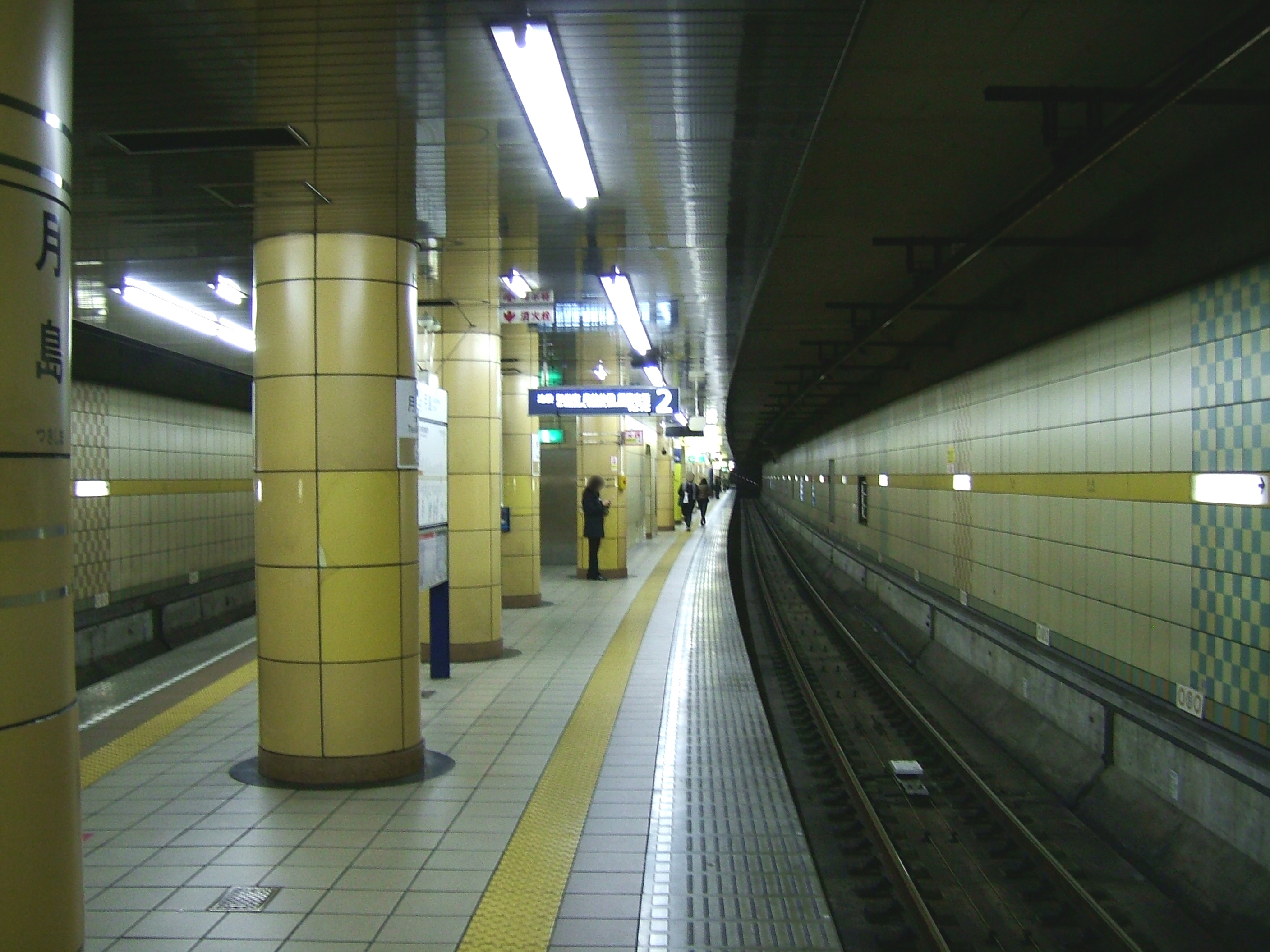
有樂町線月台（2007年2月4日，尚未設置月台門）
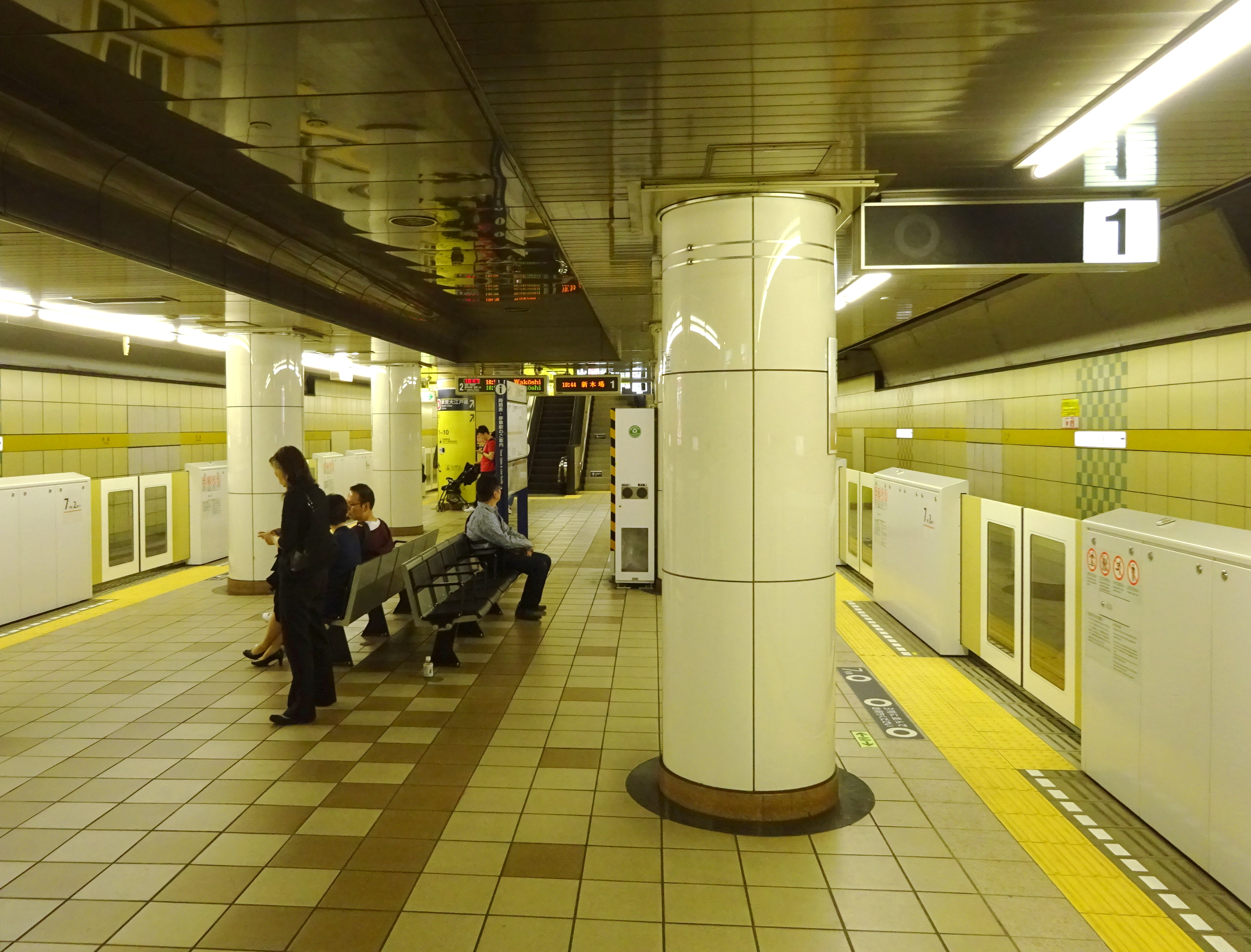
有樂町線月台（2016年5月4日）
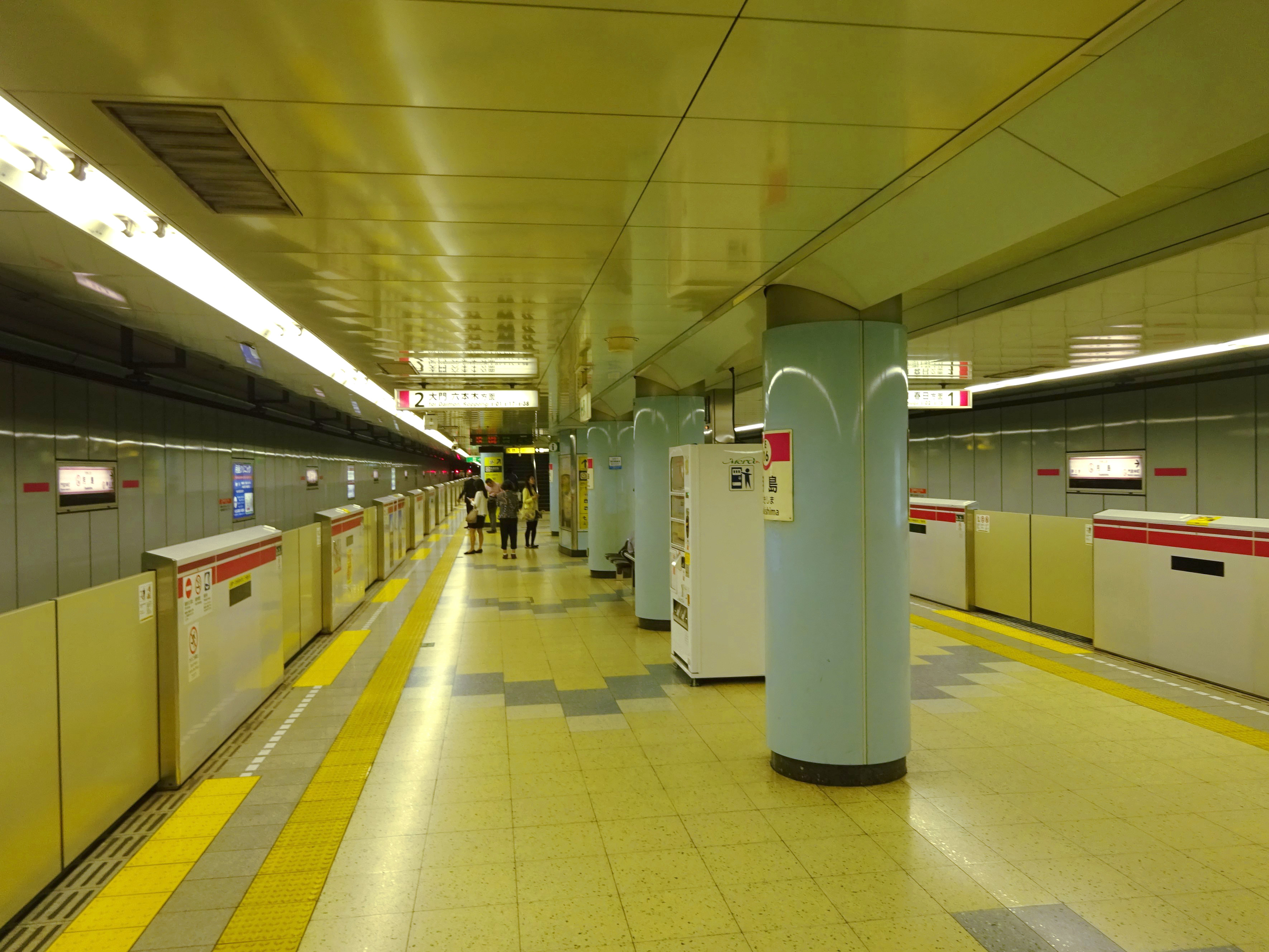
大江戶線月台（2016年5月4日）
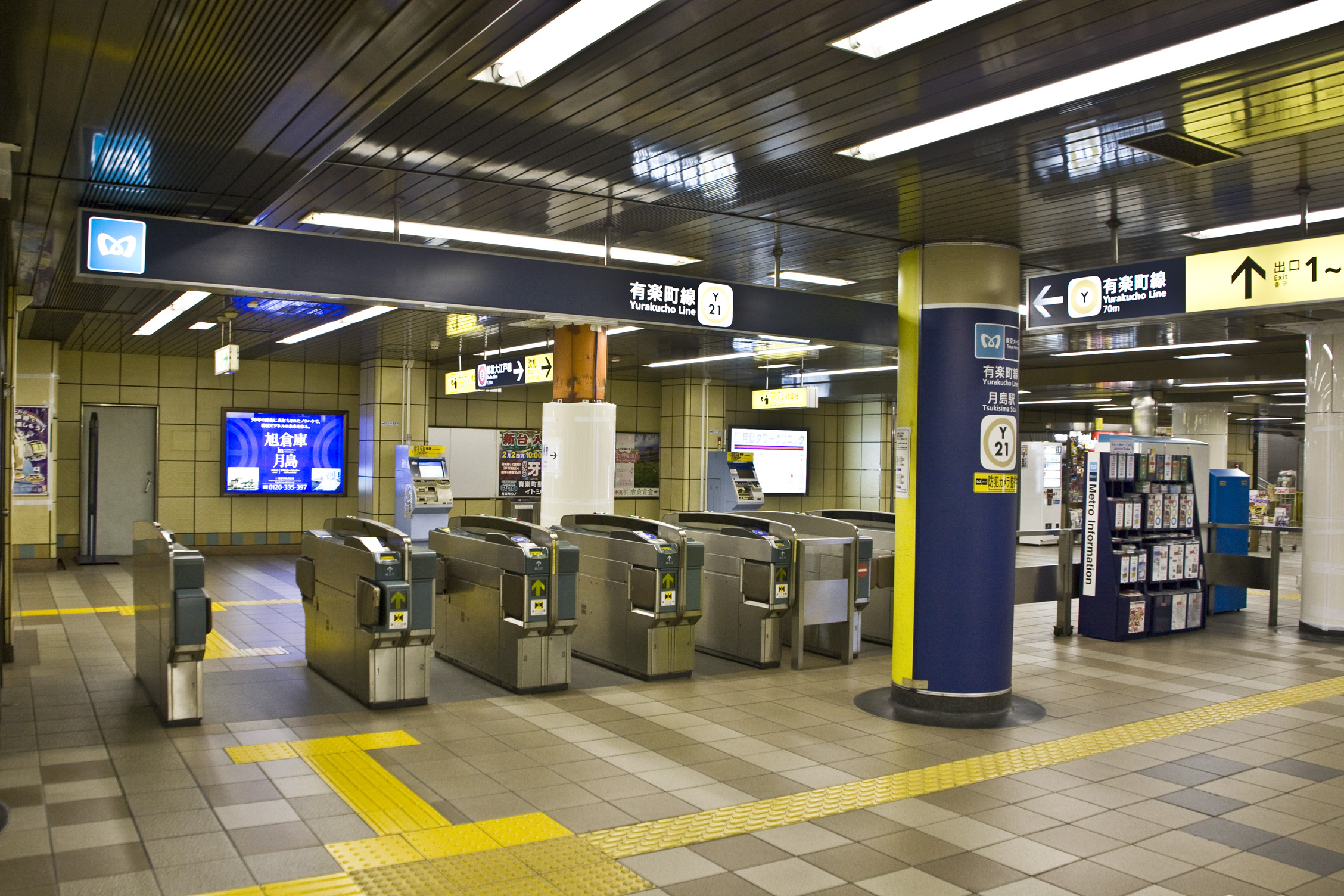
有樂町線剪票口（2009年2月7日，月島Metro pia開幕前）
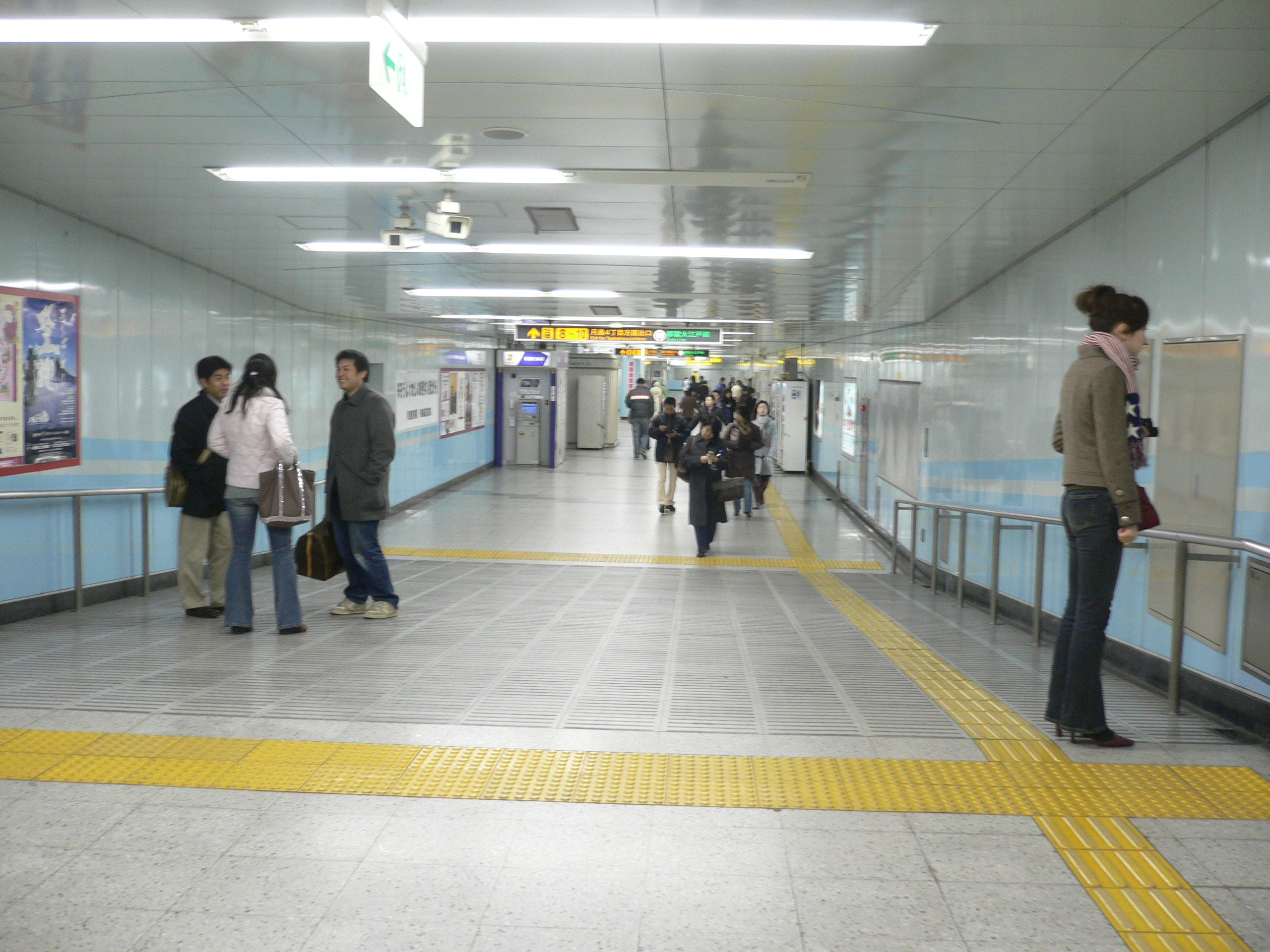
通道（2005年12月18日，有樂町線剪票口前往大江戶線連絡通道）

## 利用狀況
- 東京地下鐵 - 2017年度1日平均上下車人次為74,049人[使用人數 1]。
東京地下鐵全部130個車站當中排名第61位。
- 都營地下鐵 - 2017年度1日平均上下車人次為73,692人（上車人次36,895人、下車人次36,797人）[使用人數 2]。
開業以來穩定上升。最初乘車人次僅16,000人左右。

### 各年度1日平均上下車人次
各年度1日平均上下車人次如下表。
| 年度               | 東京地下鐵         | 東京地下鐵 | 都營地下鐵         | 都營地下鐵 |
| 年度               | 1日平均 上下車人次 | 增長率     | 1日平均 上下車人次 | 增長率     |
| ------------------ | ------------------ | ---------- | ------------------ | ---------- |
| 2003年（平成15年） | 43,371             | 7.4%       | 32,157             | 9.8%       |
| 2004年（平成16年） | 44,157             | 1.8%       | 33,742             | 4.9%       |
| 2005年（平成17年） | 46,886             | 6.2%       | 36,694             | 8.7%       |
| 2006年（平成18年） | 51,333             | 9.5%       | 41,790             | 13.9%      |
| 2007年（平成19年） | 56,199             | 9.5%       | 47,331             | 13.3%      |
| 2008年（平成20年） | 60,007             | 6.8%       | 51,008             | 7.8%       |
| 2009年（平成21年） | 60,973             | 1.6%       | 51,793             | 1.5%       |
| 2010年（平成22年） | 62,942             | 3.2%       | 53,983             | 4.2%       |
| 2011年（平成23年） | 57,409             | −8.8%      | 54,692             | 1.3%       |
| 2012年（平成24年） | 61,452             | 7.0%       | 58,861             | 7.6%       |
| 2013年（平成25年） | 65,345             | 6.3%       | 63,104             | 7.2%       |
| 2014年（平成26年） | 66,893             | 2.4%       | 65,478             | 3.8%       |
| 2015年（平成27年） | 70,414             | 5.3%       | 69,120             | 5.6%       |
| 2016年（平成28年） | 72,169             | 2.5%       | 71,806             | 3.9%       |
| 2017年（平成29年） | 74,049             | 2.6%       | 73,692             | 2.6%       |

### 各年度1日平均上車人次（1988年－2000年）
各年度1日平均上車人次如下表。
| 年度               | 營團   | 都營地下鐵 | 來源              |
| ------------------ | ------ | ---------- | ----------------- |
| 1988年（昭和63年） | 9,051  | 未開業     | [ 東京都統計 1 ]  |
| 1989年（平成元年） | 12,036 | 未開業     | [ 東京都統計 2 ]  |
| 1990年（平成02年） | 14,151 | 未開業     | [ 東京都統計 3 ]  |
| 1991年（平成03年） | 15,249 | 未開業     | [ 東京都統計 4 ]  |
| 1992年（平成04年） | 15,726 | 未開業     | [ 東京都統計 5 ]  |
| 1993年（平成05年） | 16,082 | 未開業     | [ 東京都統計 6 ]  |
| 1994年（平成06年） | 15,934 | 未開業     | [ 東京都統計 7 ]  |
| 1995年（平成07年） | 15,754 | 未開業     | [ 東京都統計 8 ]  |
| 1996年（平成08年） | 15,726 | 未開業     | [ 東京都統計 9 ]  |
| 1997年（平成09年） | 16,441 | 未開業     | [ 東京都統計 10 ] |
| 1998年（平成10年） | 17,252 | 未開業     | [ 東京都統計 11 ] |
| 1999年（平成11年） | 17,642 | 未開業     | [ 東京都統計 12 ] |
| 2000年（平成12年） | 18,132 | 10,182     | [ 東京都統計 13 ] |

### 各年度1日平均上車人次（2001年以後）
| 年度               | 東京地下鐵 | 都營地下鐵 | 來源              |
| ------------------ | ---------- | ---------- | ----------------- |
| 2001年（平成13年） | 19,814     | 13,411     | [ 東京都統計 14 ] |
| 2002年（平成14年） | 20,710     | 15,044     | [ 東京都統計 15 ] |
| 2003年（平成15年） | 21,139     | 16,443     | [ 東京都統計 16 ] |
| 2004年（平成16年） | 21,666     | 17,460     | [ 東京都統計 17 ] |
| 2005年（平成17年） | 22,910     | 18,997     | [ 東京都統計 18 ] |
| 2006年（平成18年） | 24,693     | 21,589     | [ 東京都統計 19 ] |
| 2007年（平成19年） | 26,743     | 24,139     | [ 東京都統計 20 ] |
| 2008年（平成20年） | 28,318     | 25,862     | [ 東京都統計 21 ] |
| 2009年（平成21年） | 28,562     | 26,094     | [ 東京都統計 22 ] |
| 2010年（平成22年） | 29,345     | 27,197     | [ 東京都統計 23 ] |
| 2011年（平成23年） | 29,123     | 27,625     | [ 東京都統計 24 ] |
| 2012年（平成24年） | 31,016     | 29,595     | [ 東京都統計 25 ] |
| 2013年（平成25年） | 33,045     | 31,750     | [ 東京都統計 26 ] |
| 2014年（平成26年） | 33,940     | 32,859     | [ 東京都統計 27 ] |
| 2015年（平成27年） | 35,770     | 34,630     | [ 東京都統計 28 ] |
| 2016年（平成28年） | 36,649     | 35,908     | [ 東京都統計 29 ] |
| 2017年（平成29年） |            | 36,895     |                   |

備註
1. ↑  1988年6月8日開業。開業日至1989年3月31日為止共計297日間統計資料。
2. ↑  2000年12月12日開業。

## 車站周邊
在車站附近有一條「文字燒街」（西仲通），街上有幾十家販售文字燒的餐廳。
- 隅田川
- 佃川支川（日语：佃川支川）
  - 住吉小橋（日语：住吉小橋）
  - 佃小橋（日语：佃小橋）
  - 佃堀（日语：佃堀）
- 晴海運河（日语：晴海運河）
- 朝潮運河（日语：朝潮運河）
- 月島川（日语：月島川）
- 東日本旅客鐵道（JR東日本）京葉線越中島站：步行約12分。
- 東京都道463號上野月島線（八重洲通（日语：八重洲通り）、清澄通）
  - 中央大橋（日语：中央大橋）（八重洲通）
  - 相生橋（日语：相生橋 (東京都)）（清澄通）
- 東京都道473號新富晴海線（日语：東京都道473号新富晴海線）（佃大橋通（日语：佃大橋通り））
  - 佃大橋
  - 新月陸橋（日语：新月陸橋）
  - 朝潮大橋（日语：朝潮大橋）
- 中央區立月島區民中心
  - 中央區役所（日语：中央区役所 (東京都)）月島特別出張所
  - 中央區立月島圖書館
  - 中央區立月島社會教育會館
- 中央區月島保健中心
- 中央區立佃區民館
- 中央區立月島區民館
- 中央區立月島運動廣場
- 住吉神社（日语：住吉神社 (東京都中央区)）
- MOON ISLAND TOWER（ムーンアイランドタワー）：9號出入口直通。
- CAPITAL GATE PLACE（キャピタルゲートプレース）：8b出入口直通[11][3]。
- 大川端River City 21（日语：大川端リバーシティ21）
- 中央區立石川島公園（日语：石川島公園）
- 中央區立佃公園（日语：佃公園園）
- 隅田川Terrace（日语：隅田川テラス）
- 晴海Triton Square（日语：晴海アイランドトリトンスクエア）：步行約12分。
- 首都大學東京晴海校區
- 東京海洋大學越中島校區
- 東京都立晴海総合高等学校（日语：東京都立晴海総合高等学校）
- 中央區立佃島小學校（日语：中央区立佃島小学校）、中央區立佃中學校（日语：中央区立佃中学校）:兩校在同一建物內。
- 中央區立月島第一小學校
- 中央區立月島第三小學校
- 中央區立晴海中學校（日语：中央区立晴海中学校）
- 石川島紀念醫院（日语：石川島記念病院）
- 京橋月島郵便局
- 中央佃郵便局
- River City 21郵便局
- 早稻田學院（日语：早稲田アカデミー）月島校

### 都營巴士
由東京都交通局運行以下路線。

#### 月島站前
公車站位於清澄通上，4號與2號出入口附近。
- 東16、深夜14
  - 1號線：經住友雙子大樓、龜島橋（八丁堀站）往東京站八重洲口
  - 2號線：經豐洲站、東雲橋（日语：東雲橋 (江東区)）交差點、有明一丁目往東京Big Sight／經豐洲站、 東雲橋交差點往深川車庫（日语：都営バス深川営業所）
  - 東16系統在中途會分為經「新月島公園前」或「月島四丁目」兩種路線。
  - 深夜14系統往來東京站八重洲口與深川車庫，不往東京Big Sight。往東京站八重洲口班次都經由新月島公園前，往深川車庫班次都經由月島四丁目。
- 門33
  - 1號線：經門前仲町、都營兩國站、東京晴空塔站入口往龜戶站
  - 2號線：經勝鬨站往豐海水產埠頭

#### 月島三丁目
公車站位於清澄通上，10號出入口附近。
- 東16：經住友雙子大樓、龜島橋（八丁堀站）往東京站八重洲口
  - 東16系統單向停站。從深川車庫發往東京站八重洲口的班次中，僅經「月島四丁目」的班次（一日數班）停靠。往東京Big Sight班次全部經由「新月島公園前」，不停靠本站。往深川車庫也不停靠本站。東京站八重洲口發往深川車庫的班次中，經「月島四丁目」的班次可在月島四丁目乘車。
  - 深夜14系統往東京站八重洲口班次全部行經新月島公園前，往深川車庫班次全部行經月島四丁目，不走月島三丁目。
- 門33：經勝鬨站往豐海水產埠頭／經門前仲町、都營兩國站、東京晴空塔站入口往龜戶站
- 業10：經豐洲站、木場站、菊川站、本所吾妻橋往東京晴空塔站／經豐洲站、東雲橋交差點往深川車庫
  - 與東16系統一樣，業10系統為單向停站，經銀座四丁目往新橋班次不經過本站。往新橋班次需從月島四丁目與月島第一小學校前乘車。

### 江戶巴士
中央區委託日立自動車交通運行江戶巴士（中央區社區巴士）。

#### 月島運動廣場
位於7號出入口附近。
- 南循環：經勝鬨站、聖路加國際醫院往中央區役所（日语：中央区役所 (東京都)）

#### 月島區民中心
位於10號出入口附近。
- 南循環：經勝鬨站、聖路加國際醫院往中央區役所

### 東京水邊線
本站北方隅田川沿岸設有水上巴士東京水邊線的越中島碼頭。

#### 越中島
4號出入口步行約10分，越過車站北方相生橋的隅田川岸、越中島公園內。
- 淺草･台場線（每日航行）：往兩國
- 隅田川台場（周六假日定期航行，平日不定期航行）：往御台場海濱公園
- 江戶東京ぶらり旅（特定日航行）：往兩國
- いちにちゆらり旅（特定日航行）：往兩國

## 圖片

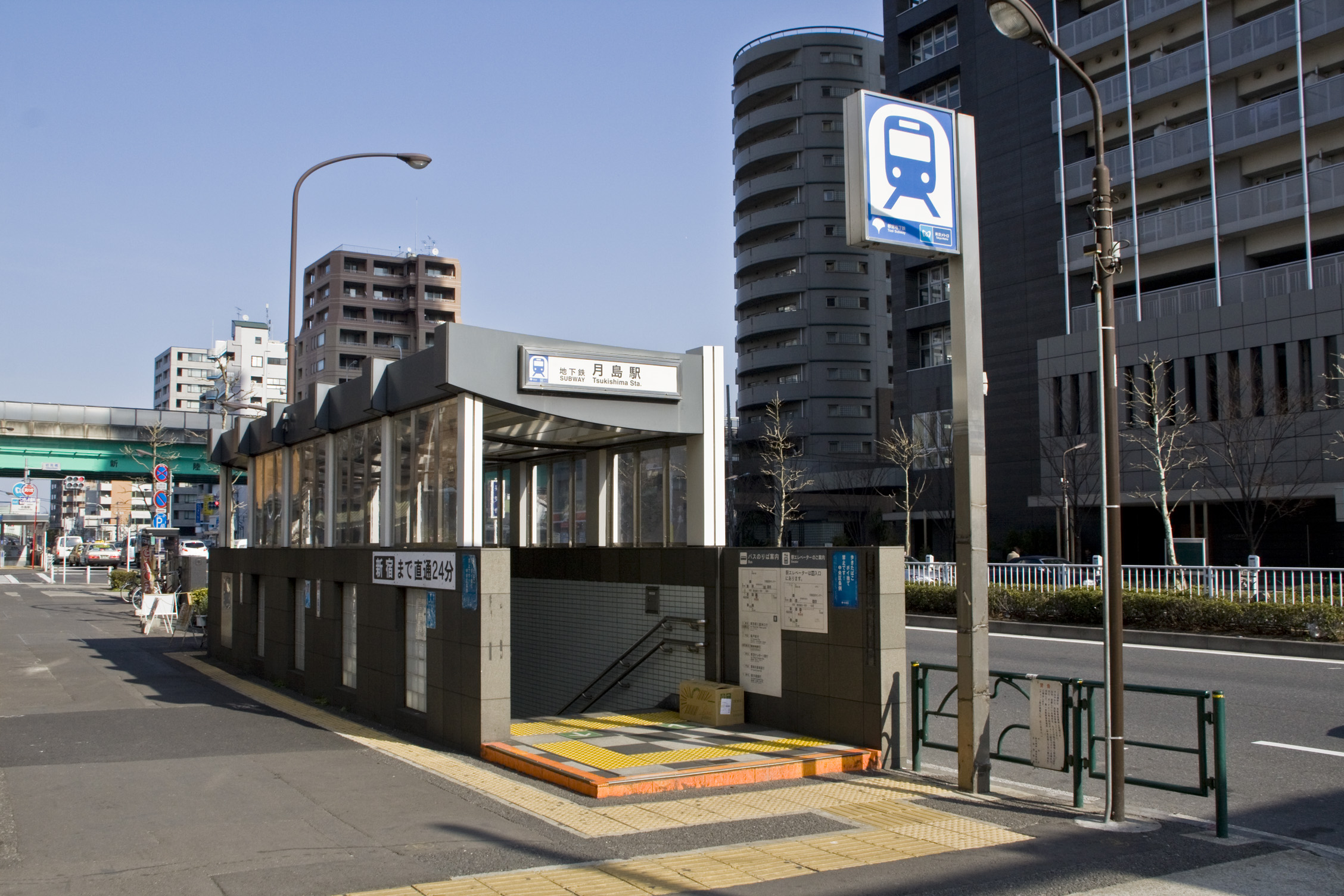
8a號出入口（2009年2月7日，攝影當時是8號出入口）
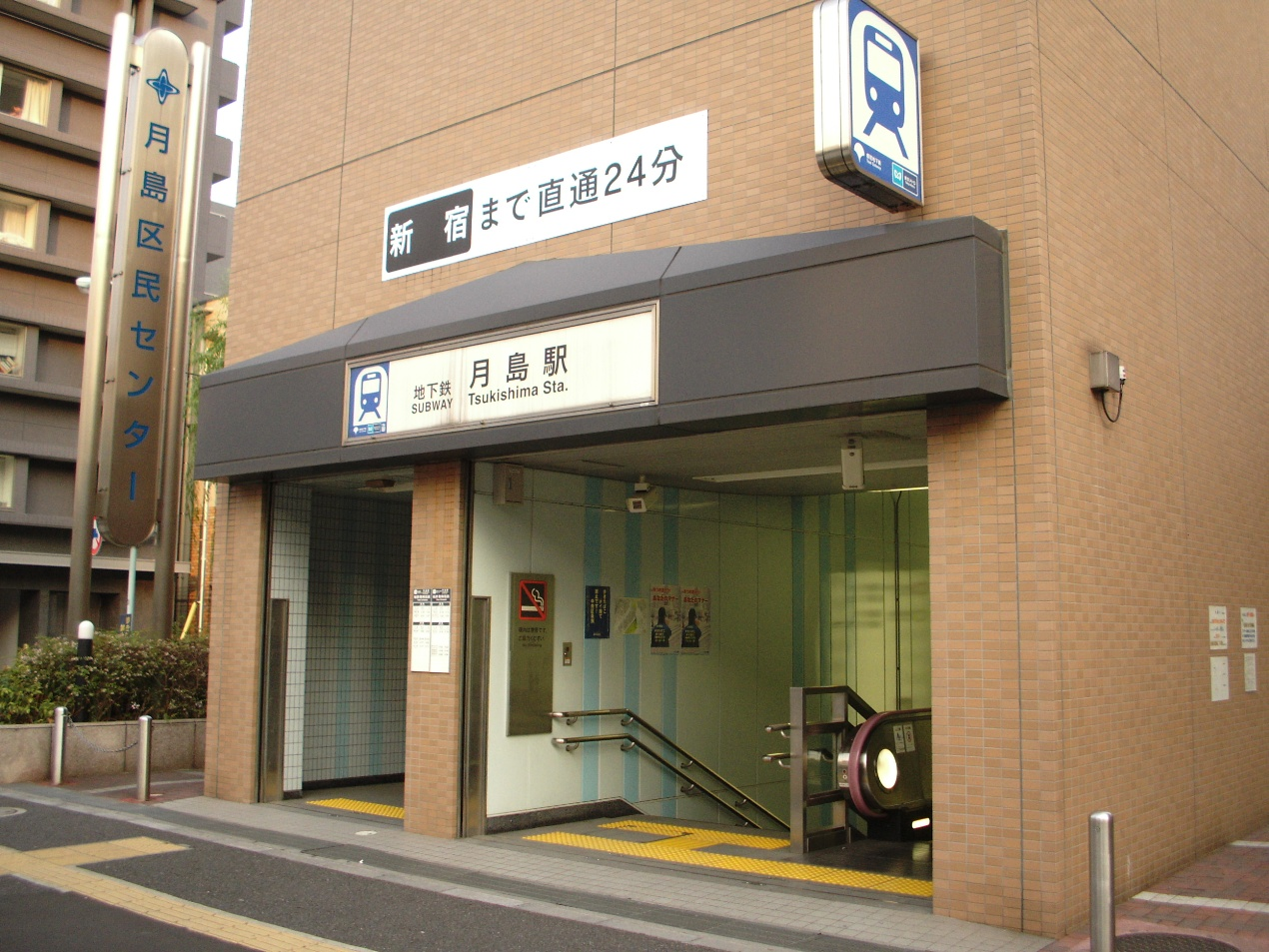
10號出入口（2007年8月25日）
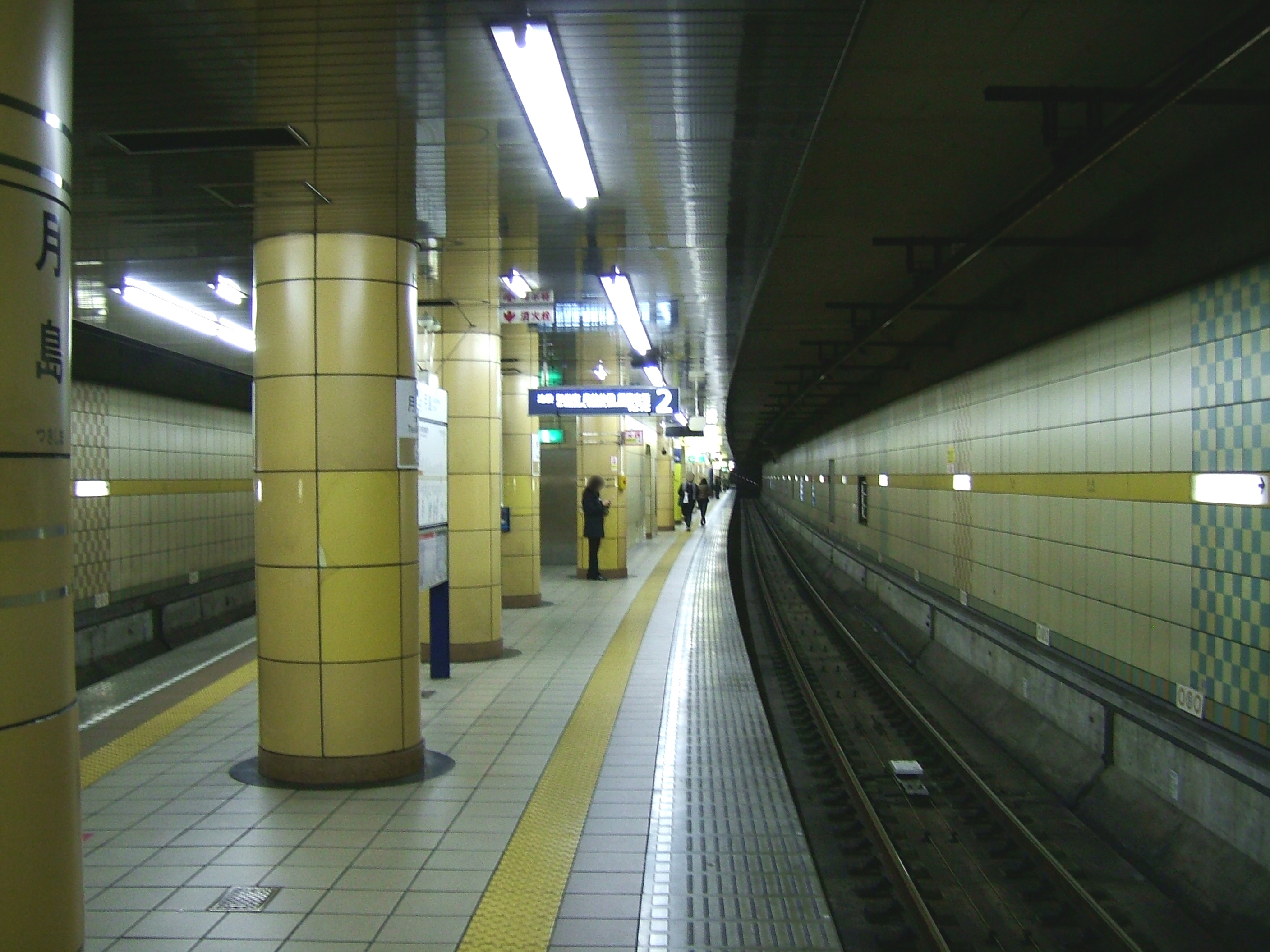
有樂町線月台（2007年2月4日設置月台閘門以前）
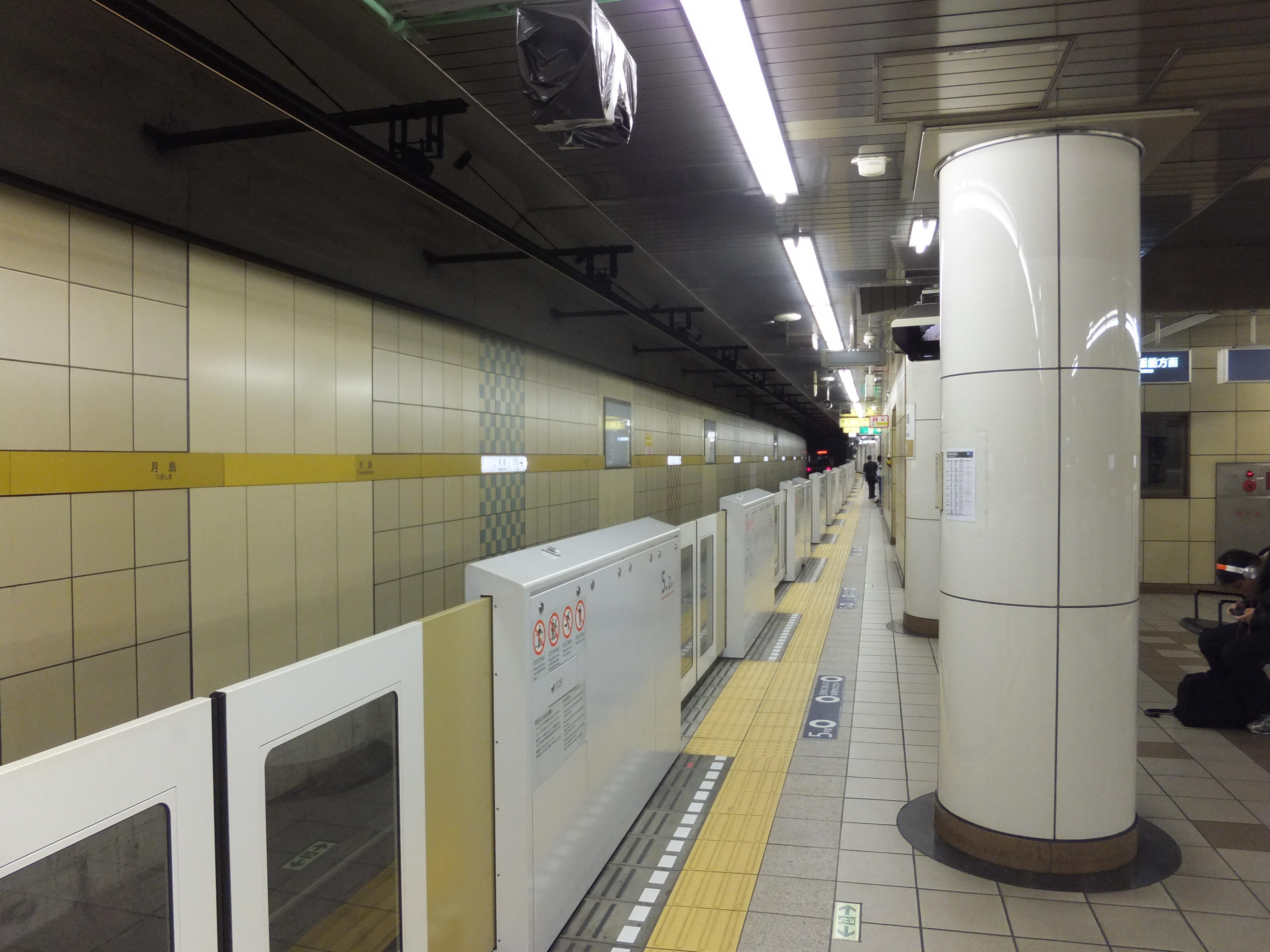
有樂町線月台（2016年4月7日設置月台閘門後）
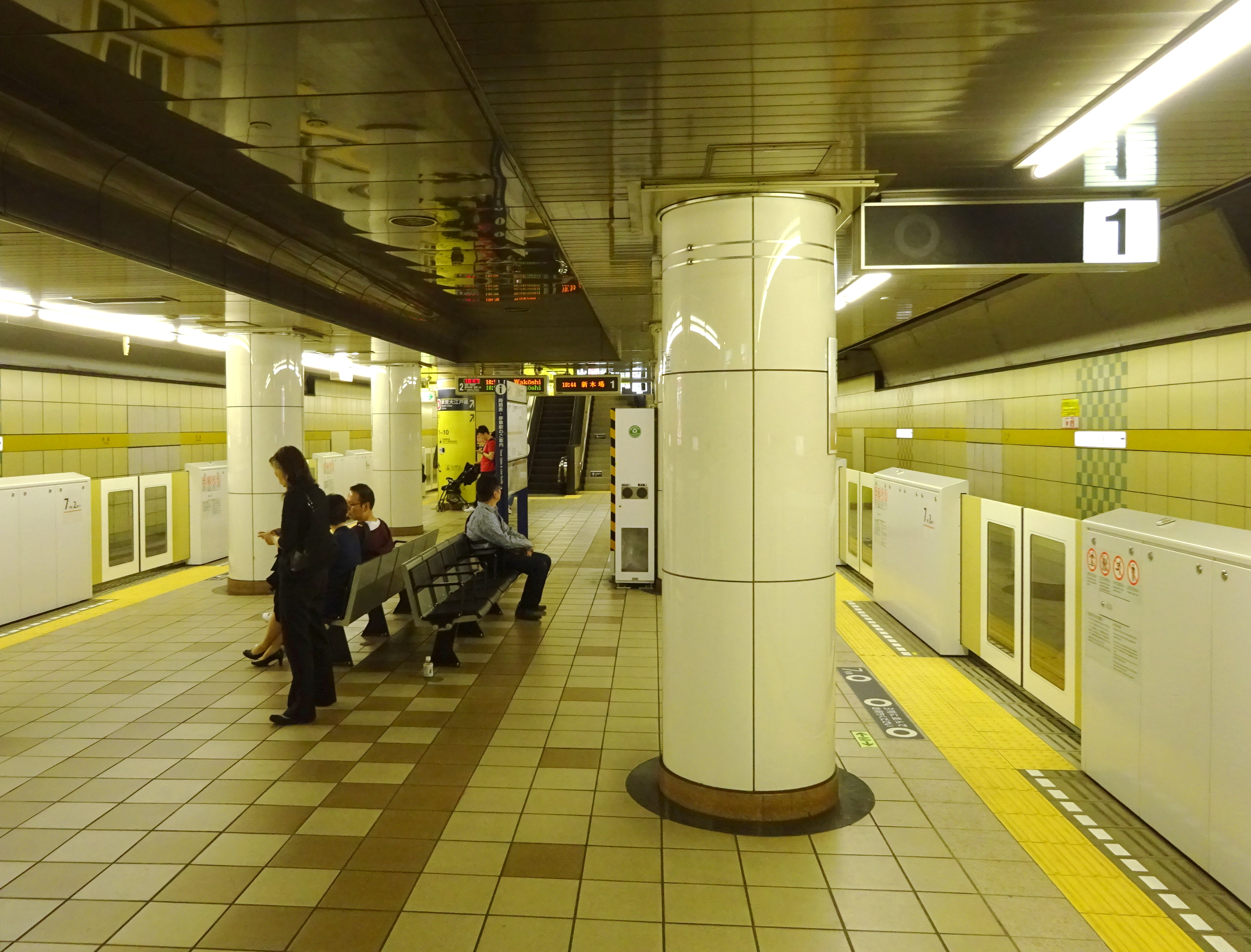
有樂町線月台（2016年5月4日設置月台閘門後）
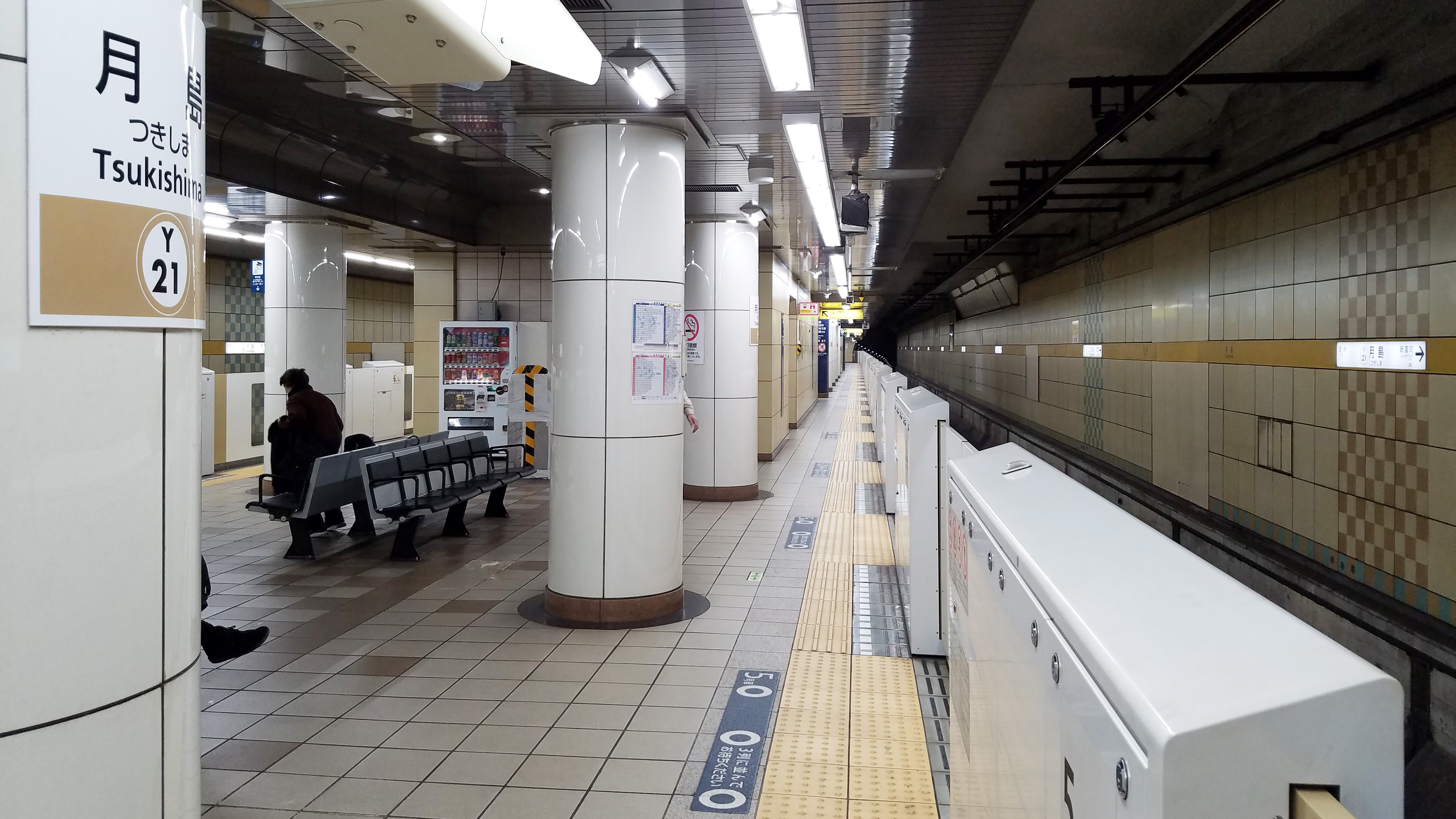
有樂町線月台（2017年12月8日設置月台閘門後）
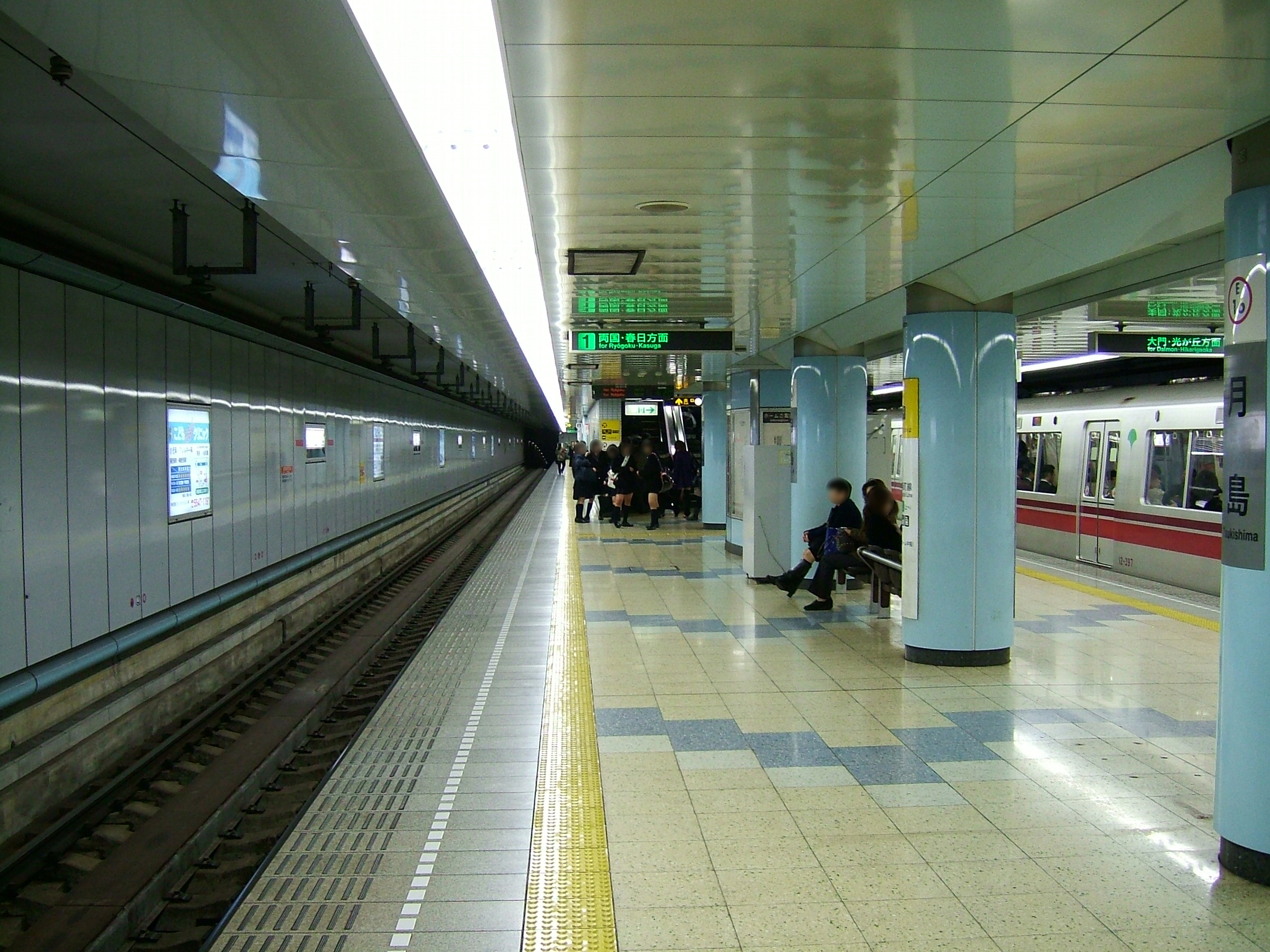
大江戶線月台（2006年12月27日設置月台閘門以前）
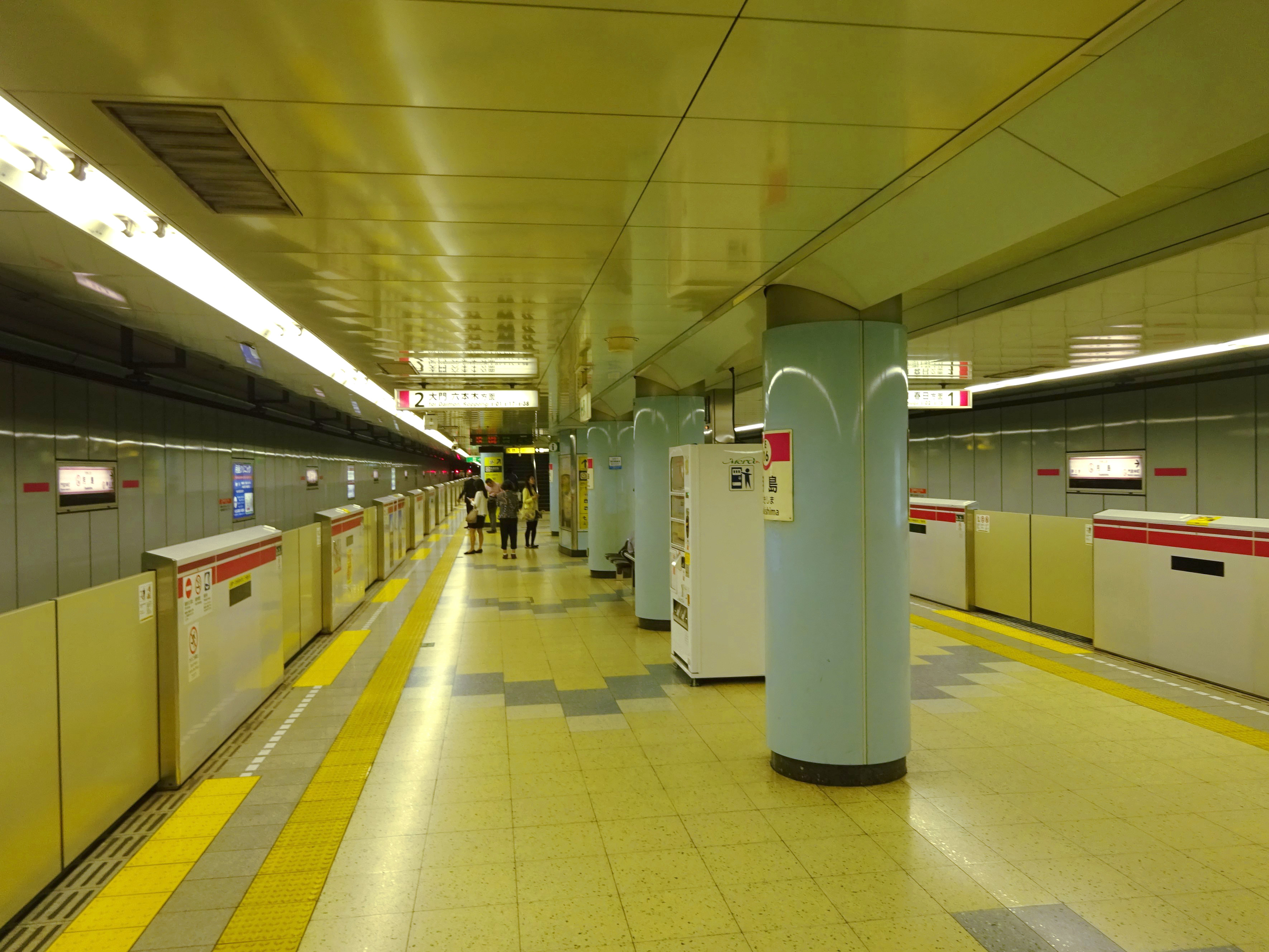
大江戶線月台（2016年5月4日設置月台閘門後）
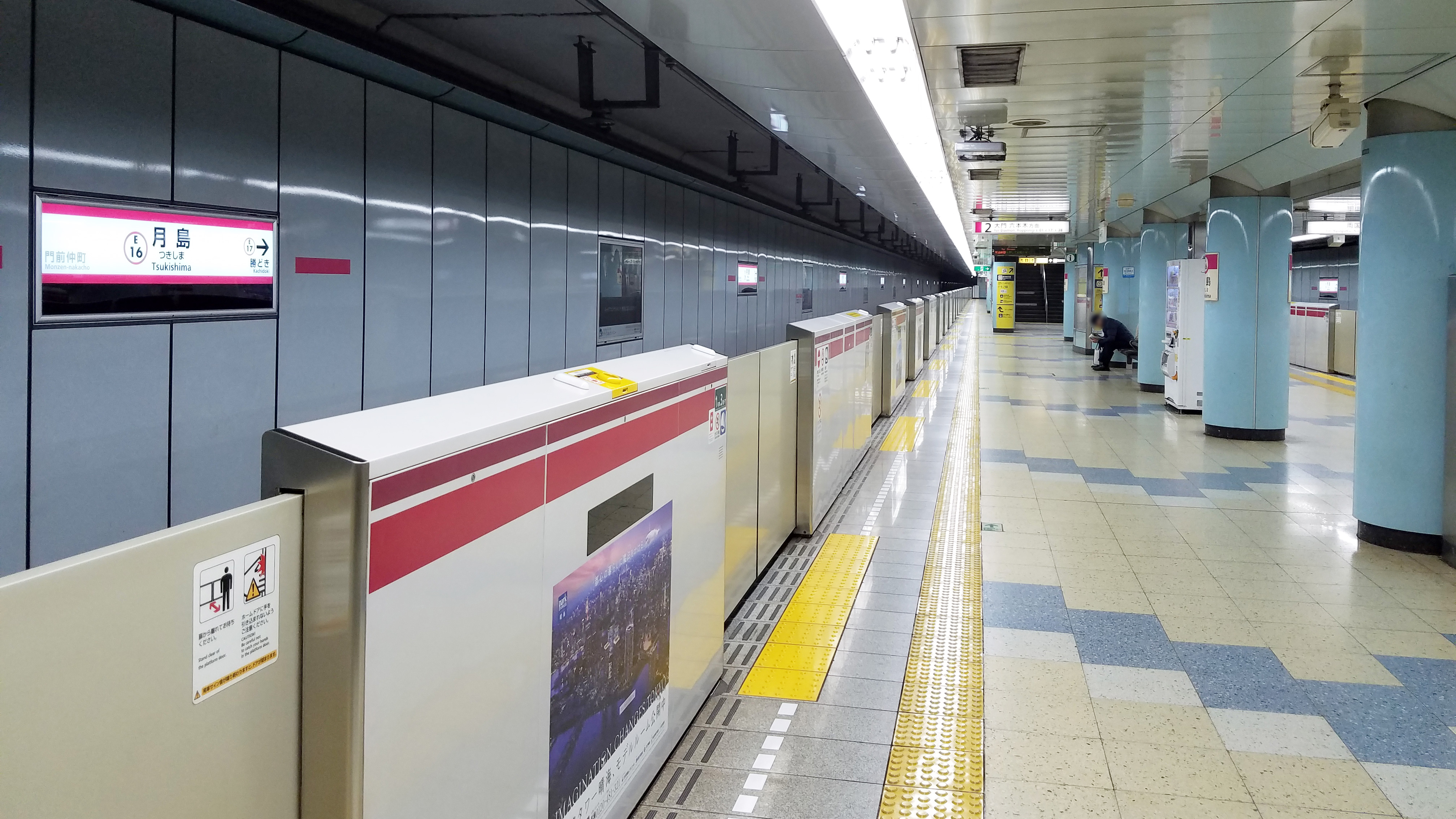
大江戶線月台（2017年12月8日設置月台閘門後）
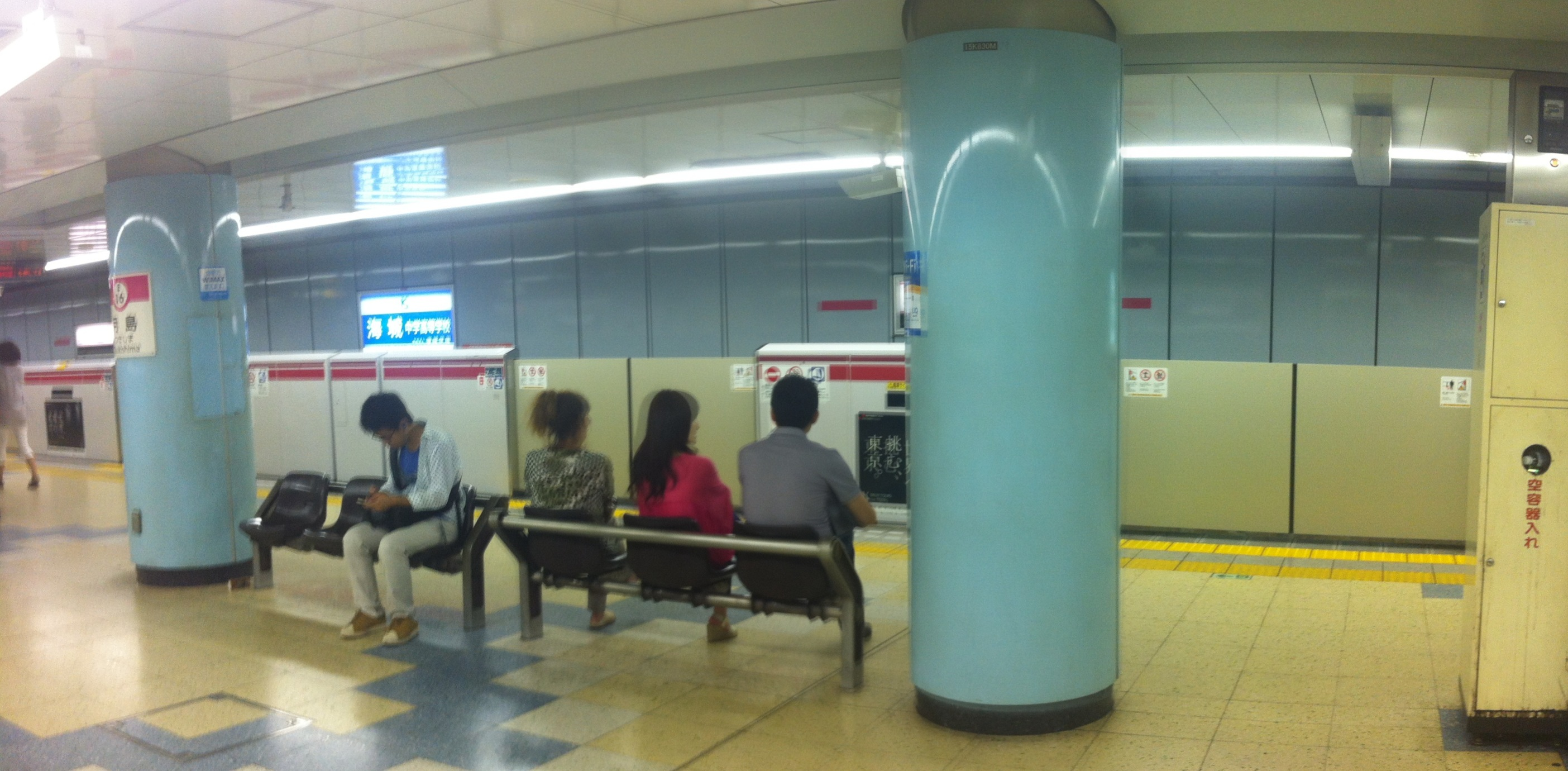
大江戶線月台（2014年7月13日設置月台閘門後）
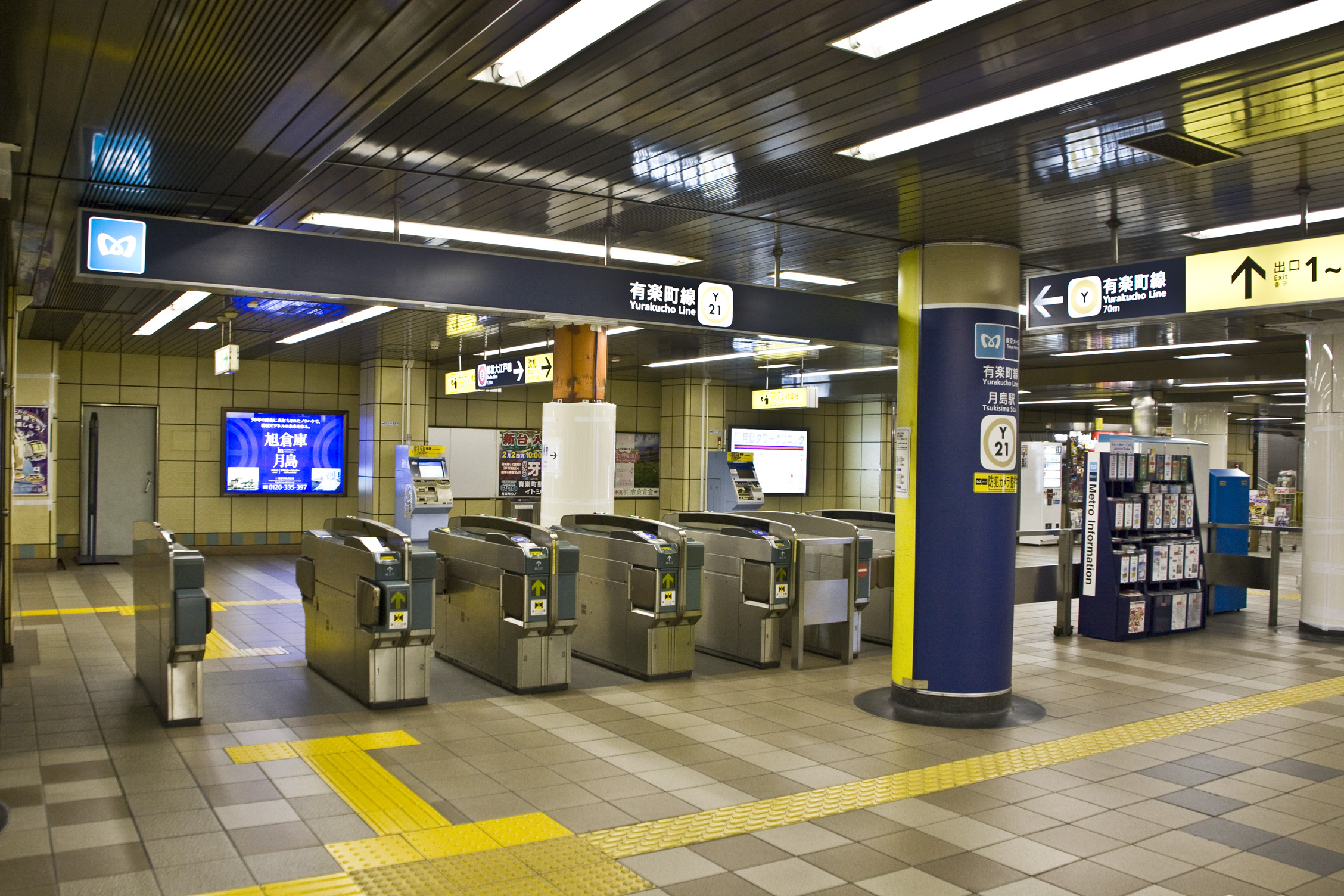
有樂町線閘口（2009年2月7日月島Metro pia開業以前）
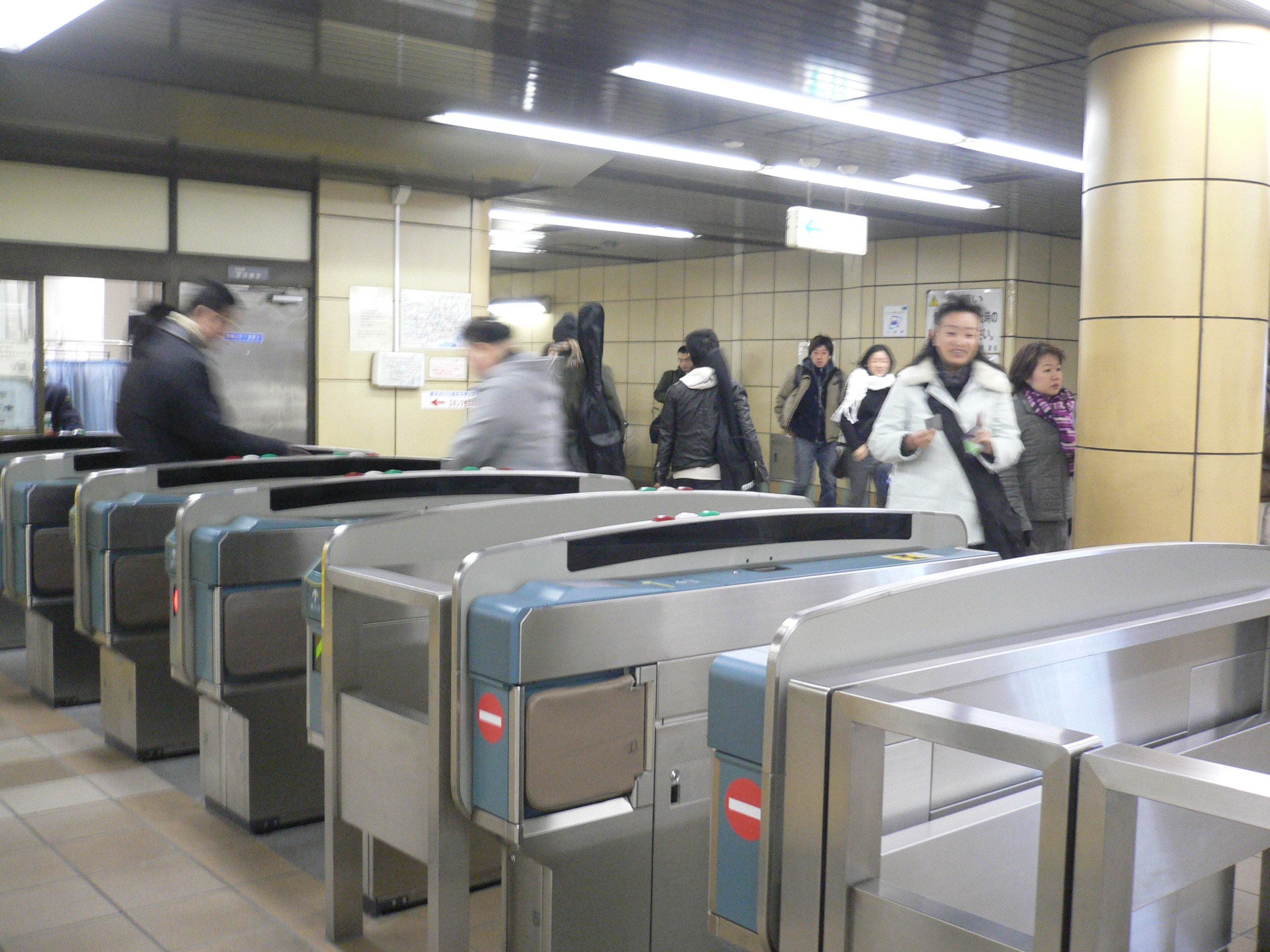
有樂町線閘口（2005年12月18日月島Metro pia開業以前）
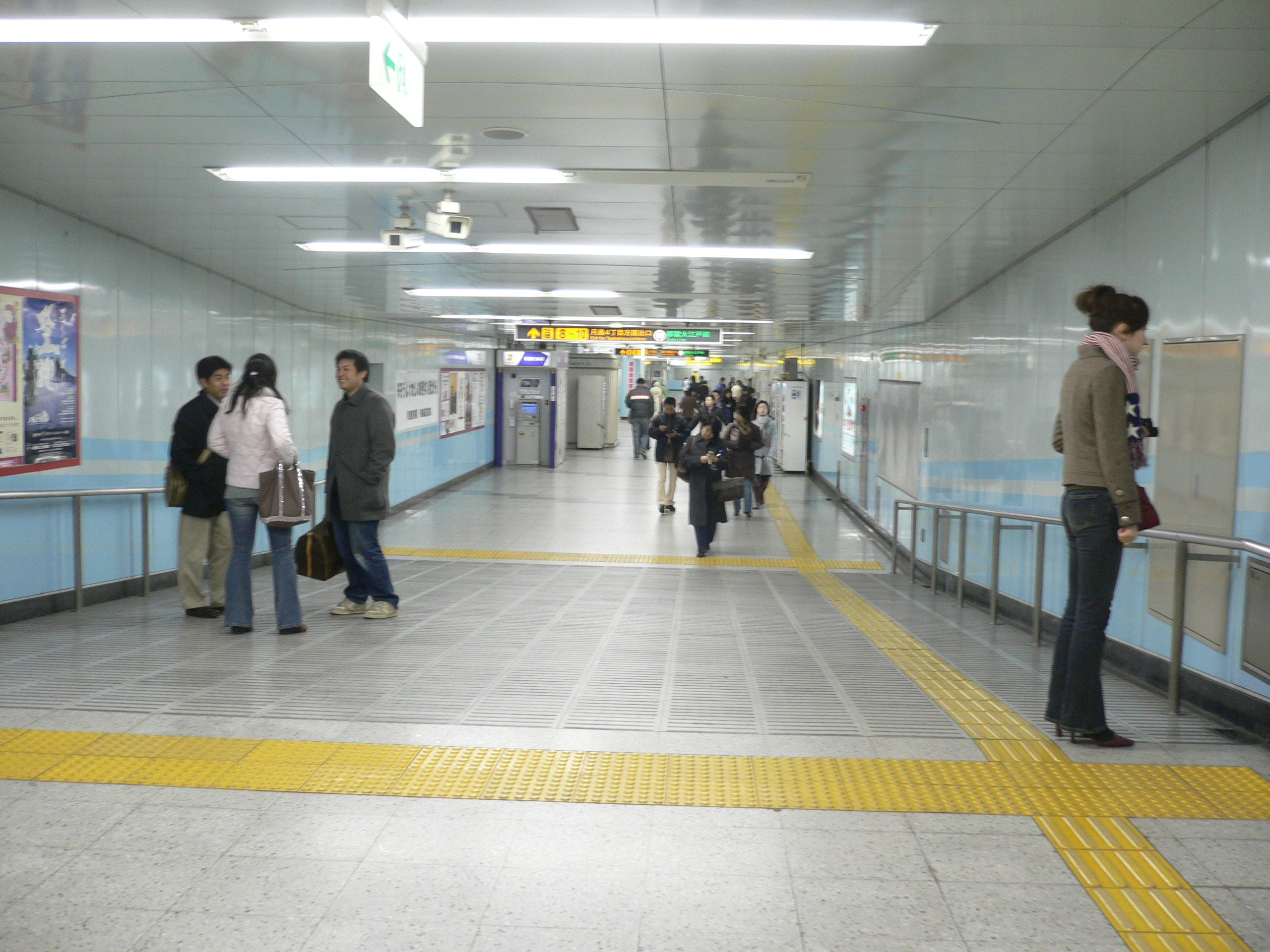
通道（2005年12月18日，有樂町線閘口前往大江戶線的聯絡通道拍攝）

## 相鄰車站
東京地下鐵
 有樂町線
新富町（Y 20）－月島（Y 21）－豐洲（Y 22）
 都營地下鐵
 大江戶線
門前仲町（E 15）－月島（E 16）－勝鬨（E 17）

### 來源
地下鐵1日平均使用人數
1. ↑  各駅の乗降人員ランキング （页面存档备份，存于） - 東京メトロ
2. ↑  各駅乗降人員一覧 （页面存档备份，存于） - 東京都交通局

地下鐵統計資料
1. ↑  .   [2017-07-20]. （原始内容存档于2017-07-31）.
2. 1 2  統計データ 的存檔，存档日期2016-08-19. - 中央区

東京都統計年鑑
1. ↑  .   [2017-05-03]. （原始内容存档于2016-03-05）.
2. ↑  .   [2017-05-03]. （原始内容存档于2016-03-05）.
3. ↑  .   [2017-05-03]. （原始内容存档于2016-03-05）.
4. ↑  .   [2017-05-03]. （原始内容存档于2016-03-05）.
5. ↑  .   [2017-05-03]. （原始内容存档于2013-08-15）.
6. ↑  .   [2017-05-03]. （原始内容存档于2013-02-03）.
7. ↑  .   [2017-05-03]. （原始内容存档于2013-02-03）.
8. ↑  .   [2017-05-03]. （原始内容存档于2013-02-03）.
9. ↑  .   [2017-05-03]. （原始内容存档于2013-02-03）.
10. ↑  .   [2017-05-03]. （原始内容存档于2016-03-04）.
11. ↑  平成10年PDF
12. ↑  平成11年PDF
13. ↑  .   [2017-05-03]. （原始内容存档于2016-03-04）.
14. ↑  .   [2017-05-03]. （原始内容存档于2016-03-04）.
15. ↑  .   [2017-05-03]. （原始内容存档于2017-07-29）.
16. ↑  .   [2017-05-03]. （原始内容存档于2017-07-29）.
17. ↑  .   [2017-05-03]. （原始内容存档于2017-07-29）.
18. ↑  .   [2017-05-03]. （原始内容存档于2017-07-29）.
19. ↑  .   [2017-05-03]. （原始内容存档于2017-07-29）.
20. ↑  .   [2017-05-03]. （原始内容存档于2017-07-29）.
21. ↑  .   [2017-05-03]. （原始内容存档于2017-07-29）.
22. ↑  .   [2017-05-03]. （原始内容存档于2016-03-26）.
23. ↑  .   [2017-05-03]. （原始内容存档于2016-03-27）.
24. ↑  .   [2017-05-03]. （原始内容存档于2016-03-25）.
25. ↑  .   [2017-05-03]. （原始内容存档于2016-03-27）.
26. ↑  .   [2017-05-03]. （原始内容存档于2016-03-22）.
27. ↑  .   [2017-05-03]. （原始内容存档于2017-07-30）.
28. ↑  .   [2019-01-11]. （原始内容存档于2018-11-09）.
29. ↑  .   [2019-01-11]. （原始内容存档于2019-05-02）.

## 外部連結
- 月島/Y21 | 路線・車站資訊 | 東京地下鐵
- 月島 - 東京都交通局